# American Lion: Andrew Jackson in the White House
American Lion: Andrew Jackson in the White House - biografia Andrew Jacksona autorstwa Jona Meachama, wydana w 2008 roku. Książka zdobyła Nagrodę Pulitzera dla Biografii lub Autobiografii w 2009.